# Longsheng

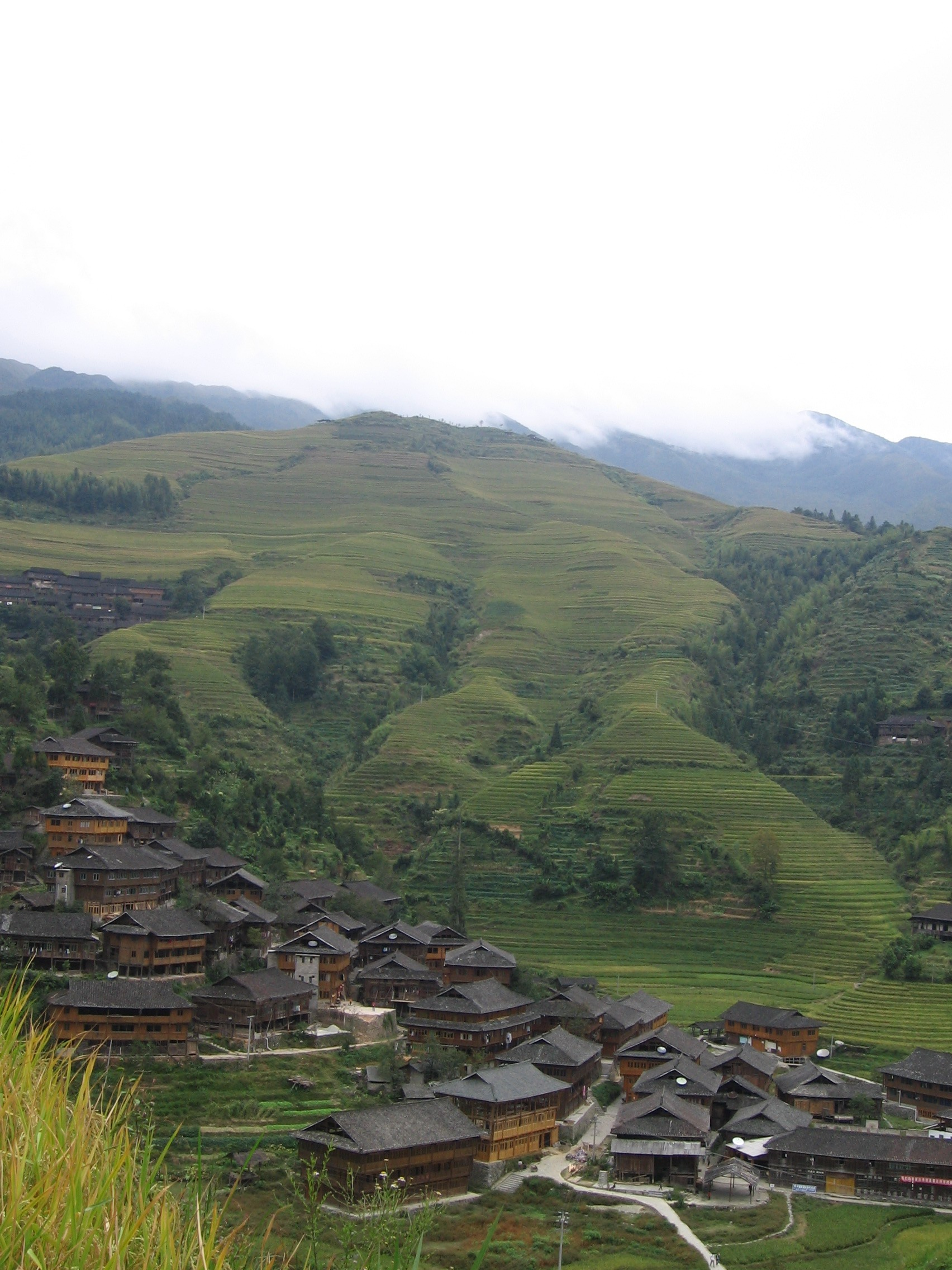
Bergdorf bei Longsheng

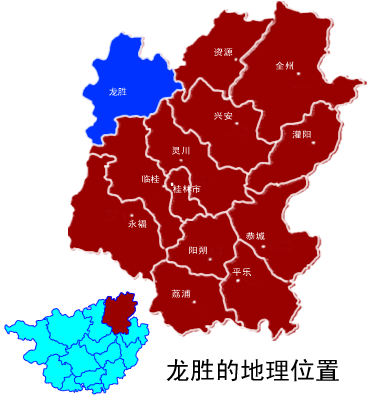
Longsheng im Verwaltungsgebiet Guilin

Der Autonome Kreis Longsheng mehrerer Nationalitäten (chinesisch 龙胜各族自治县, Pinyin Lóngshèng Gèzú zìzhìxiàn; Zhuang Lungzswng Gozcuz Swciyen) gehört zum Verwaltungsgebiet der bezirksfreien Stadt Guilin im Autonomen Gebiet Guangxi der Zhuang im Südosten der Volksrepublik China. 
Er hat eine Fläche von 2.452 Quadratkilometern und zählt 161.500 Einwohner (Stand: 2018). Sein Hauptort ist die Großgemeinde Longsheng (龙胜镇).

## Administrative Gliederung
Auf Gemeindeebene setzt sich Longsheng aus drei Großgemeinden (镇 zhèn) und sieben Gemeinden (乡 xiāng) zusammen. Diese sind: 
龙胜镇 Lóngshèng Zhèn
瓢里镇 Piáolǐ Zhèn
三门镇 Sānmén Zhèn
和平乡 Hépíng Xiāng
泗水乡 Sìshuǐ Xiāng
江底乡 Jiāngdǐ Xiāng
马堤乡 Mǎdī Xiāng
伟江乡 Wěijiāng Xiāng
平等乡 Píngděng Xiāng
乐江乡 Lèjiāng Xiāng

## Bildergalerie

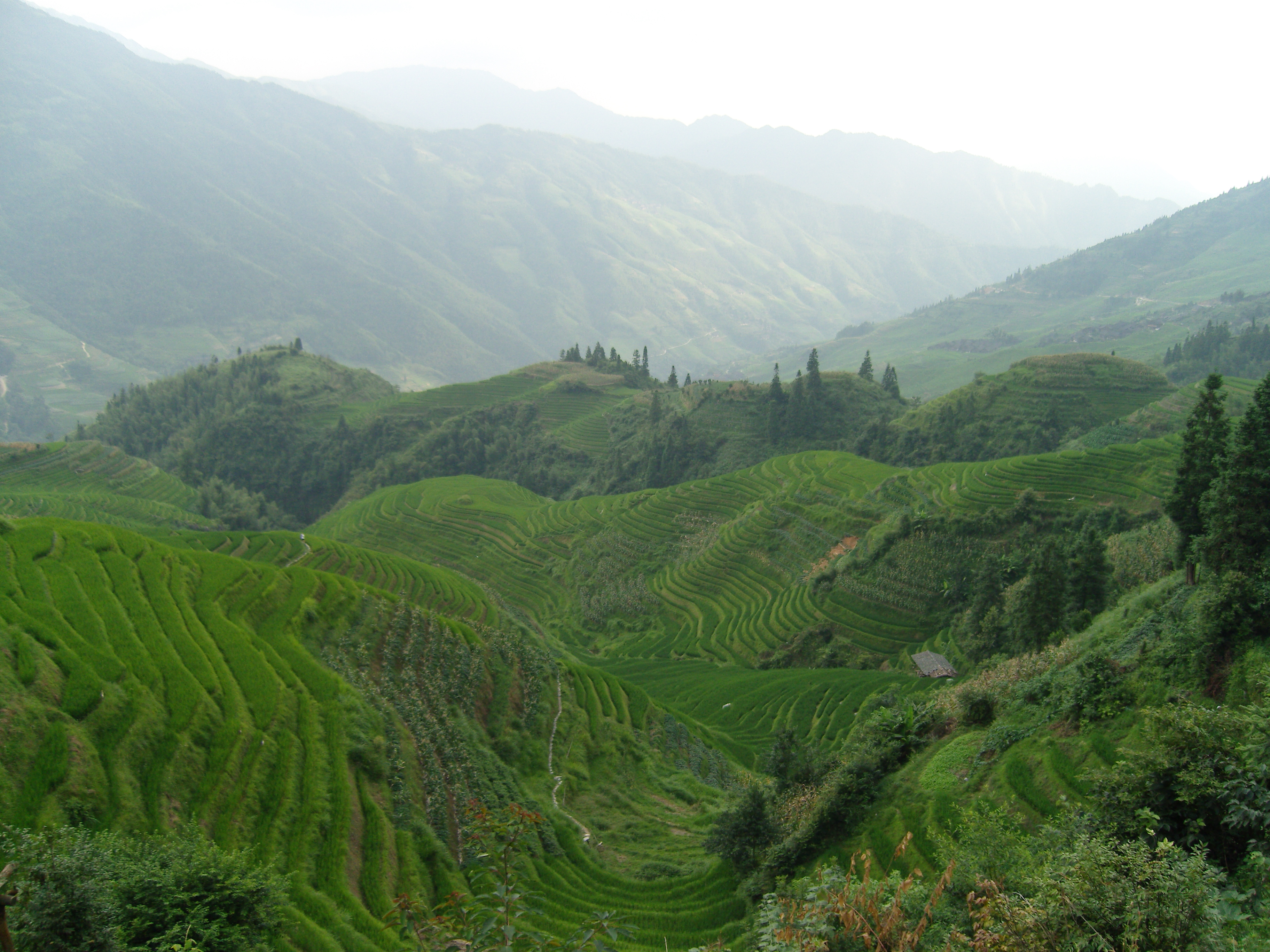
Reisfeld in Longsheng
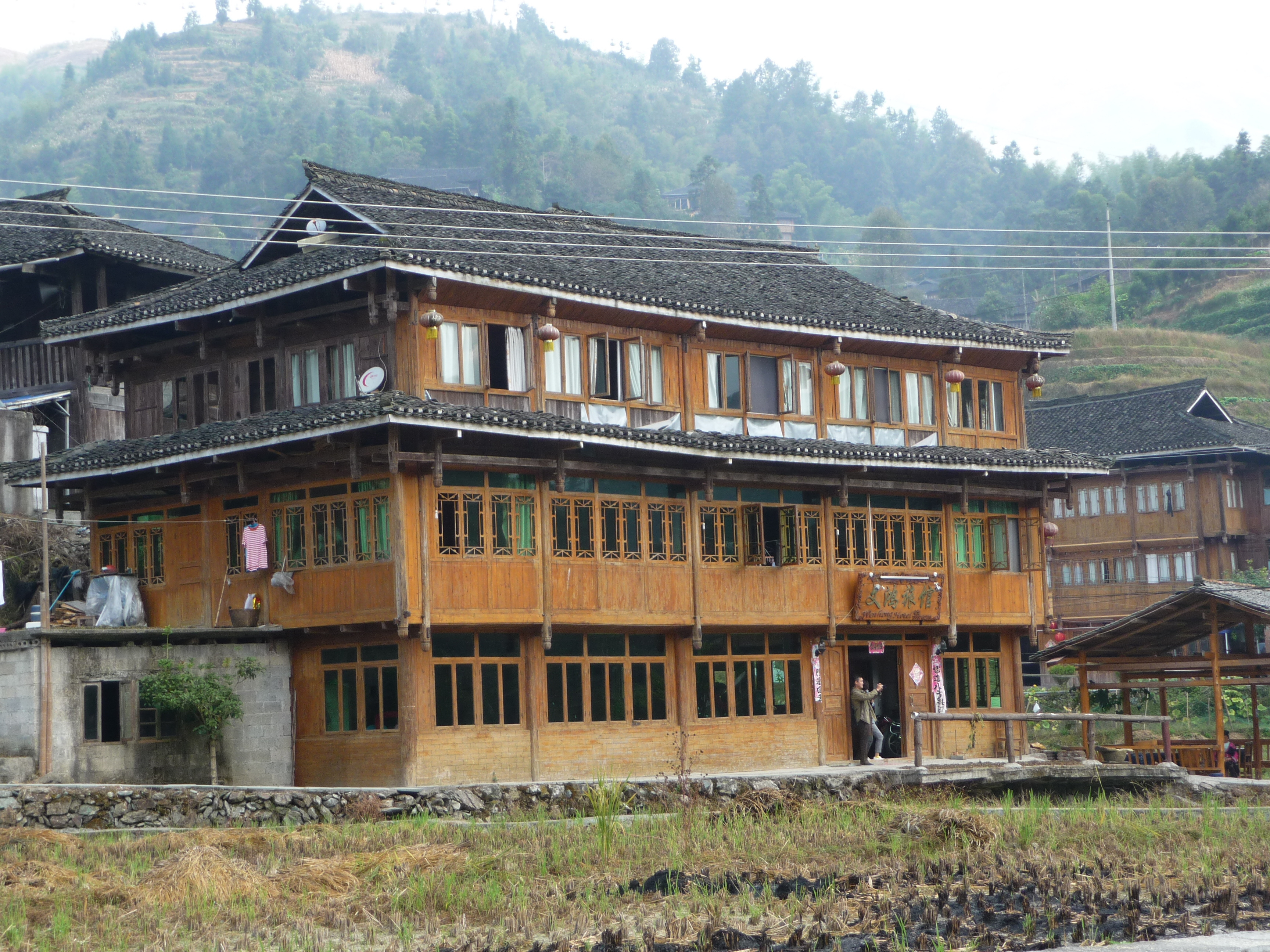
Haus in Longsheng
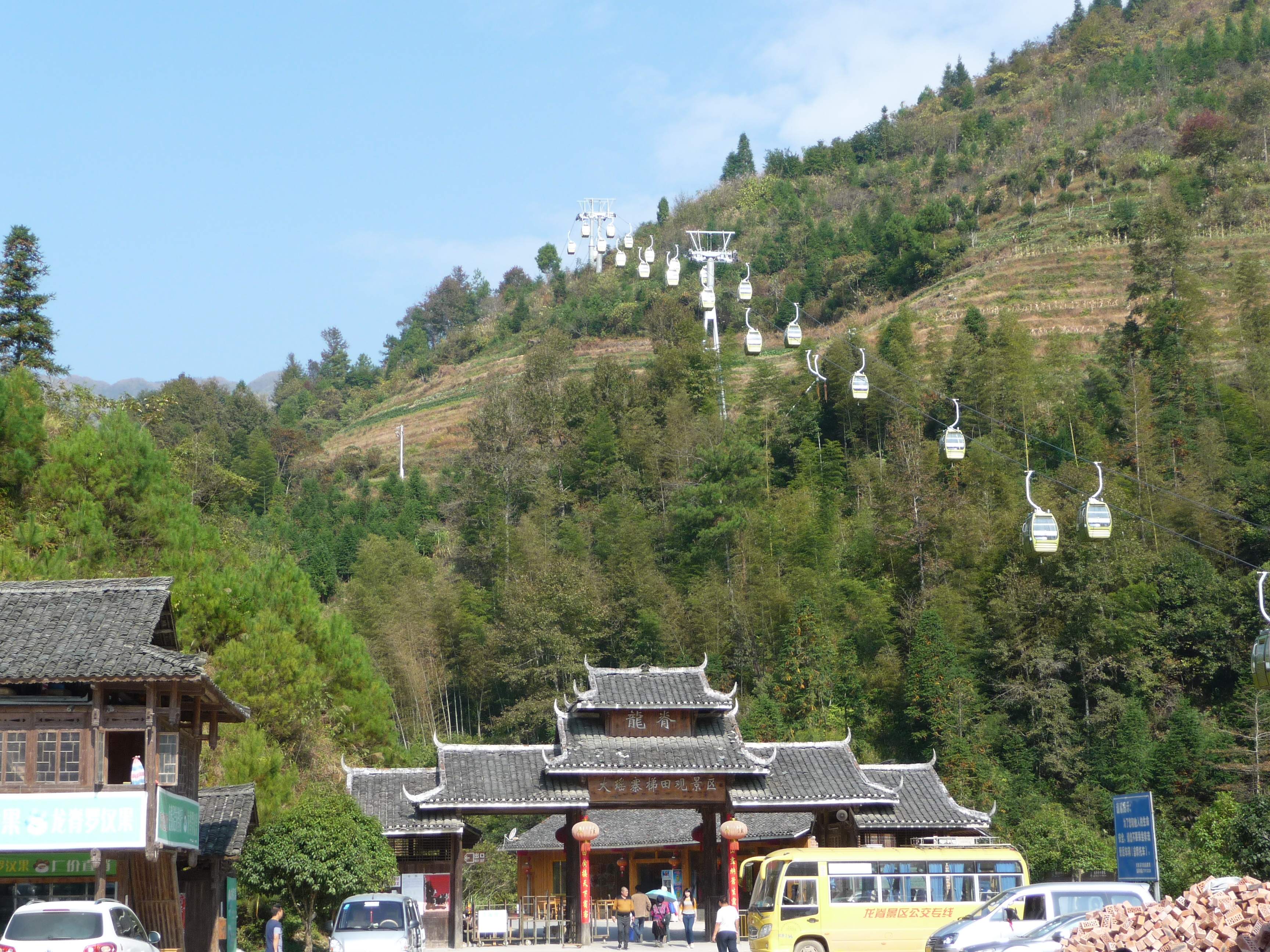
Luftseilbahn
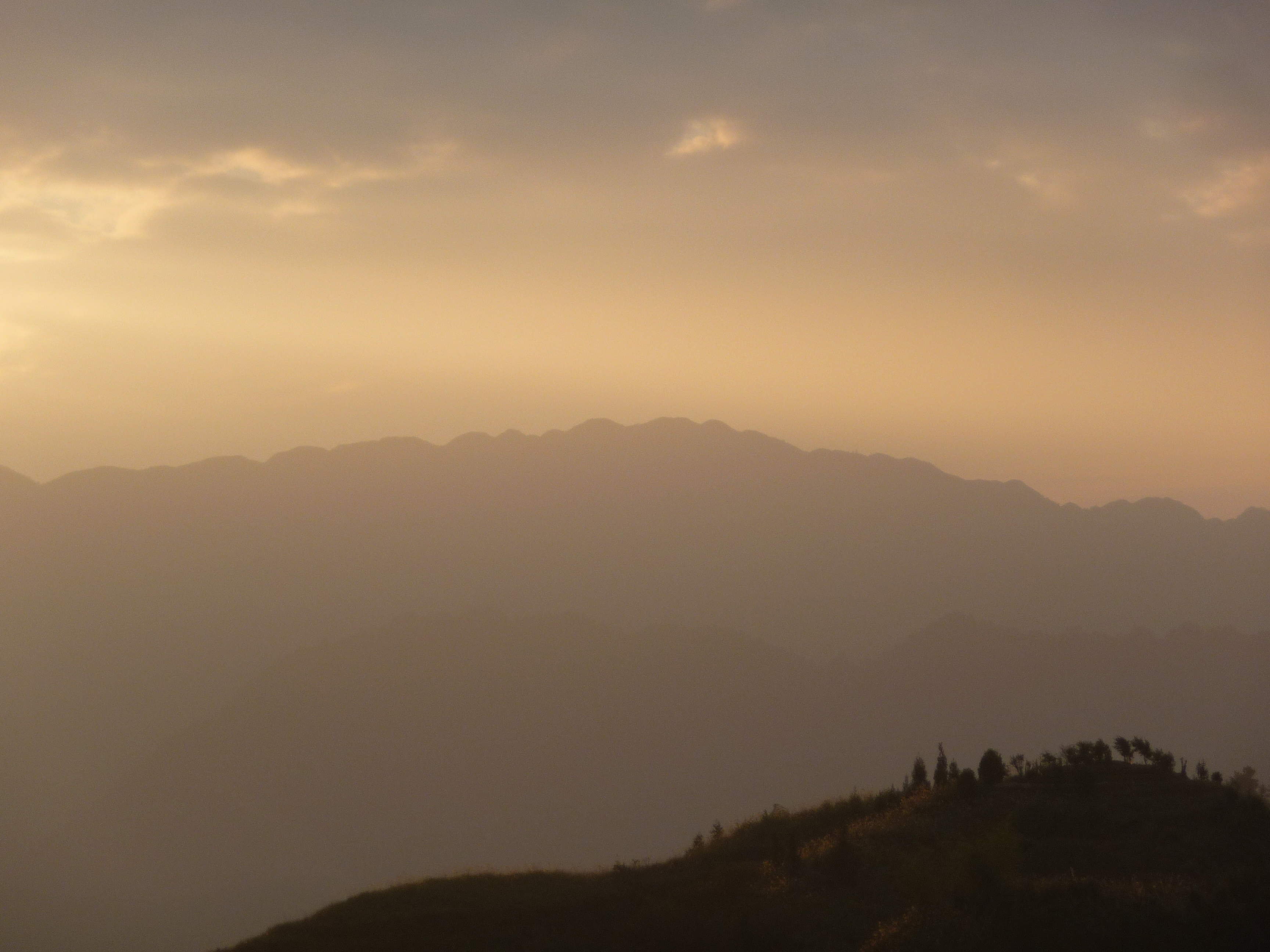
Sonnenaufgang
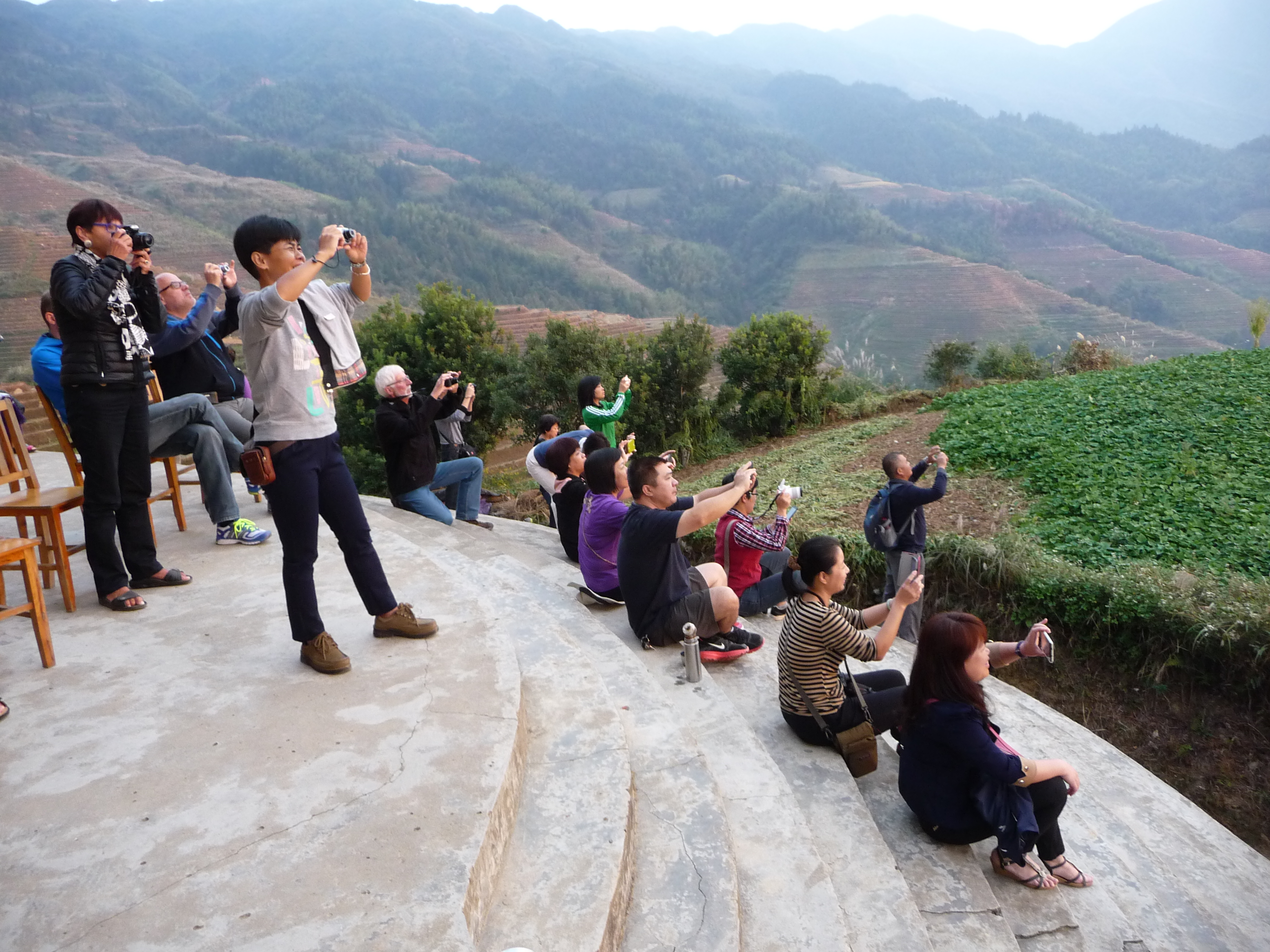
Beim Sonnenaufgang
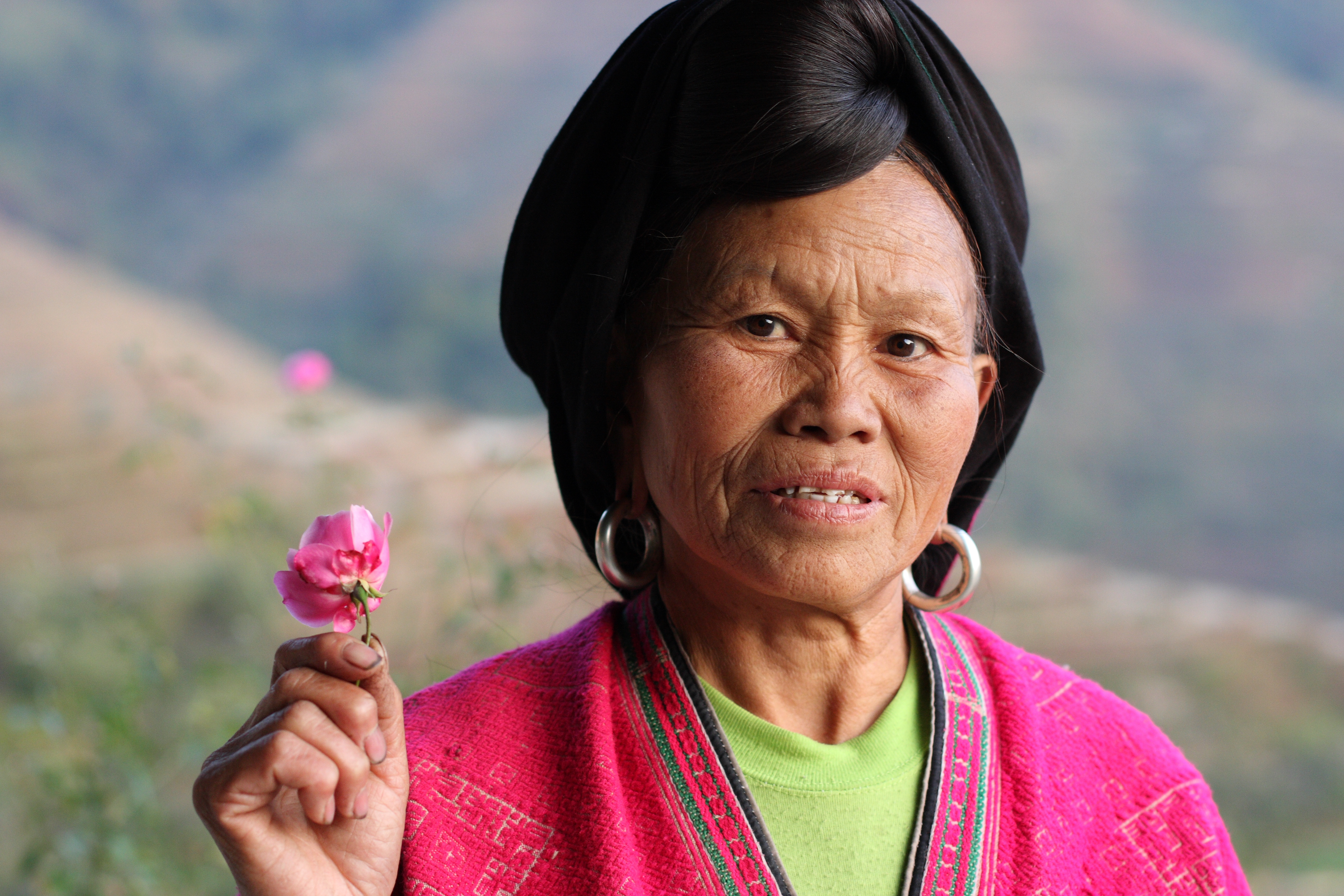
Yao-Frau
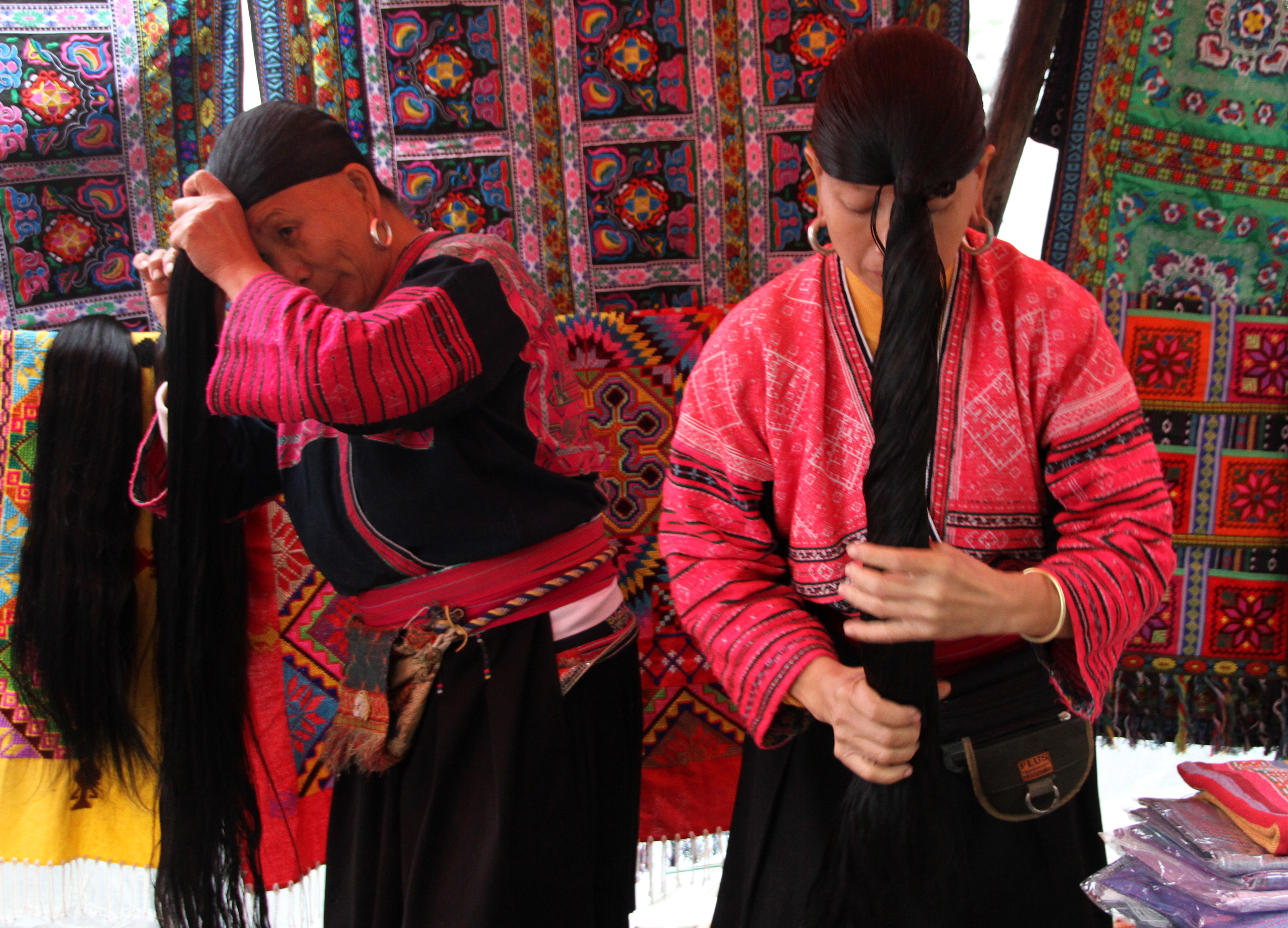
Yao-Frauen erläutern ihre Haartracht